# Dunkelreisratten
Die Dunkelreisratten (Melanomys) sind eine in Mittel- und Südamerika lebende Nagetiergattung aus der Gruppe der Neuweltmäuse. Sie umfasst sechs Arten, wobei die Systematik umstritten ist.
Namensgebendes Merkmal dieser Tiere ist das dunkle, schwarzbraune Fell. Die Unterseite ist etwas heller, kontrastiert aber nicht so stark wie bei verwandten Arten. Diese Tiere erreichen eine Kopf-Rumpf-Länge von 10 bis 14 Zentimeter und eine Schwanzlänge von 9 bis 11 Zentimeter, das Gewicht beträgt 47 bis 60 Gramm.
Es sind sechs Arten bekannt:
- Die Schwargelbe Dunkelreisratte (Melanomys chrysomelas) lebt in Honduras, Nicaragua und Costa Rica.
- Die Zimtrote Dunkelreisratte (Melanomys idoneus) kommt im östlichen Zentral-Panama vor.
- Die Kolumbien-Dunkelreisratte (Melanomys columbianus) ist vom Norden Kolumbiens bis zum äußersten Nordwest-Venezuela verbreitet.
- Die Dunkelreisratte (Melanomys caliginosus) ist von Honduras über Kolumbien bis Ecuador verbreitet.
- Die Robuste Dunkelreisratte (Melanomys robustulus) bewohnt die Ostabhänge der Anden in Ecuador.
- Die Zuniga-Dunkelreisratte (Melanomys zunigae) lebt im westlichen Peru.

Die Dunkelreisratten werden häufig als Untergattung der (eigentlichen) Reisratten (Oryzomys) geführt. Die morphologischen Kriterien, die die Abgrenzung der Gattung rechtfertigen (dunkles Fell, Schwanzlänge nur rund drei Viertel der Kopf-Rumpf-Länge und andere) sind unsicher, es könnte sich auch um konvergent entwickelte, nicht näher miteinander verwandte Abkömmlinge der (eigentlichen) Reisratten handeln. Eine Revision der Gattung ist laut Wilson und Reeder (2005) nötig.

## Lebensraum und Verbreitung
Melanomys caliginosus lebt in überwucherten Feldern, strauchigem Sekundärwald und am Saum von immergrünen und halbimmergrünen Wäldern.
Melanomys caliginosus ist ein tagaktiver Bodenbewohner und oft in dichtem Unterholz oder auf Baumstümpfen zu finden. Bei Gefahr flüchtet sie mit einer Reihe hoher Sprünge. Nachmittags und am frühen Abend kann man M. caliginosus oft an Gebäuden auf Lichtungen beobachten. Die Nahrung besteht aus Früchten, Samen und Insekten. M. caliginosus ist ganzjährig fortpflanzungsfähig, in der Regenzeit werden wahrscheinlich die meisten Jungen geboren. Die Wurfgröße beträgt zwischen einem und sechs Jungtieren mit einem Mittelwert von 3,5. Die Art kommt recht häufig vor und wird von der IUCN als „nicht gefährdet“ (least concern) eingestuft.
Melanomys robustulus lebt in tropischen Regenwäldern im Tiefland und ist ein nachtaktiver Bodenbewohner. Die Art ist zwar nicht sehr verbreitet, wird aber von der IUCN als „nicht gefährdet“ (least concern) eingestuft.
Melanomys zunigae ist trotz intensiver Suche seit 1949 nicht mehr gesichtet worden. Das recht kleine Gebiet, in dem die Art zuletzt gesichtet worden ist, wird heute fast vollständig zur Ziegenweide und vom Bergbau genutzt. Es muss befürchtet werden, dass die Art inzwischen ausgestorben ist. Die IUCN stuft die Art daher als „vom Aussterben bedroht“ (critically endangered) ein.